# Johann Nepomuk von Schönau
Julius Wenzel Johann Nepomuk Ferdinand Wolfgang Franz de Paula von Schönau (* 21. April 1753 in Dallwitz, Böhmen; † 13. November 1821 in Karlsbad, Böhmen) war ein böhmischer Industrieller.

## Leben
Johann von Schönau entstammt einer altadeligen böhmischen Adelsfamilie und gilt als erster Freiherr des Geschlechts. Er war Herr auf Aicha-Dallwitz und Schönlied und legte früh sein Augenmerk auf die Industrie und eröffnete 1805 auf seinem Gut Dallwitz im Elbogner Kreis die erste Steingutfabrik. Die Qualität der Produkte war dermaßen gut, dass von Schönau sehr schnell das gesamte Kaiserreich und auch das Ausland belieferte. Die Fabrik erwirtschaftete einen hohen Umsatz von 100.000 Gulden im Jahr.
Er beteiligte sich am Ausbau der Straße von Karlsbad nach Sachsen und spendete für gemeinnützige Vereine (z. B. Privatverein der Rothleidenden in Böhmen, Provinzial-Versorgungsanstalt).
Am Beginn der Befreiungskriege rüstete er auf seine Kosten vier Jäger und sechs Landwehrmänner aus. Für seine Verdienste erhielt er 1820 der Freiherrenstand.
Mit seinem Tod 1821 übernahm sein Sohn die Steingutfabrik, musste aber das Gut Dallwitz und die Fabrik 1832 verkaufen.
Johann von Schönau war verheiratet mit Maria Antonia Beatrix Walpurga Anna, geb. Zessner von Spitzenberg (1749–1820), und hatte sechs Kinder.

## Wappen
Auf silber vier fünfblättrige, grünbespitzte, goldbesaamte, rote Rosen (zwei über einer). Auf dem Schuld ruht die Freiherrenkrone mit einem gekrönten, das Visier geschlossenem Turnierhelm. Aus dessen Krone erhebt sich ein einfacher silberner, mit den Rosen des Schildes belegten Flug.

## Trivia
Über den Direktor der Steingutfabrik, Benedikt Hasslacher, hatte er mehrfach Kontakt mit Johann Wolfgang von Goethe, welcher die Steingutfabrik besuchte.

## Wikisource
Johann Nepomuk von Schönau